# Testenine
Testenine (italijansko pasta) so glavne sestavine za številne italijanske jedi in simbol italijanske kuhinje.

## Zgodovina
V Evropi tradicionalno razširjene osnovne vrste testenin izhajajo iz Italije, čeprav je živilska industrija dodala mnogo novosti. Že v 12. stoletju je arabski kartograf Al-Idrizi  pisal, da na Siciliji kuhajo niti iz pšenice, ki jih radi jedo tako muslimani kot kristjani. 

### Ko so špageti bili makaroni
V 15. stoletju so ponekod na jugu apeninskega polotoka suhe dolge testenine imenovali vermicelli (črvički), izraz macharoni, izpričan od 11. stoletja dalje, pa je sprva pomenil svaljke oz. njoke iz moke ali zdroba, ki so jih izrezovali iz dokaj gostega testa. Sedanjo obliko so dobili, ko so jih stisnili ali od znotraj izvotlili, zaradi boljšega izhlapevanja vlage, ter jih sušili na soncu, zaradi daljše trajnosti. Mojster Martino, kuharski mojster na papeškem dvoru , v drugi polovici 15. stoletja že podrobno opiše, kako so pripravljajo »macharoni siciliani«, dejansko današnji špageti. Izraz maccheroni se je namreč nanašal na suhe testenine na splošno, v Neaplju pa je še danes uveljavljeni izraz tudi za špagete. Zdaj so makaroni v Italiji splošno ime za dolge votle testenine z debelejšo steno. Vse do 16. stoletja so namreč Siciljance zasmehljivo imenovali »mangiamaccheroni« tj. jedci makaronov (makaronarji), šele kasneje so ta vzdevek prenesli na Napoletance.
Omemba besede spagho (špaga ali vrvica) v Martinovem receptu za »makarone« s Sicilije se nanaša na železni pripomoček za izvotlitev testenin, neki drug njegov recept pa že omenja, da se jih nareže »tanjše kot je vrvica«. Kljub tej omembi je trajalo vse do srede 19. stoletja, da se je za tovrstne testenine uveljavila uporaba sedanjega imena spaghetti.

## Tradicionalna italijanska delitev
Italijani testenine, natančneje »pasta alimentari«, še danes delijo na tri glavne tipe: industrijsko izdelane testenine iz moke in vode »pasta secca« (suhe testenine) ter sveže testenine iz rezančnega testa, narejenega iz moke in jajc »pasta all'uovo«, ločijo pa tudi  »pasta fatta in casa«, to je doma ročno narejene testenine.

## Proizvodnja
Danes obstaja v Italiji zelo malo tradicionalnih izdelovalcev testenin (pastifici), ki izdelujejo sveže testenine, večina izdelkov je narejenih industrijsko. Pasta secca nastane iz prožnega testa iz moke, soli in jajc ki ga nato zrežejo, stisnejo ali modelirajo v vrsto oblik, velikosti in vzorcev, med njimi v cevke, trakce, spirale, luske, obročke in kolesca. Razen za makarone (daljši, votli) in špagete (zelo dolgi, tanki, polni) se večinoma uporabljajo italijanska imena.
Za izdelavo testenin se uporablja moka iz hibridne trde pšenice (Triticum durum). Trda pšenica daje fino ostro moko tipa durum, ki je obstojnejša kot krušna moka. Če to moko zmešajo z vodo v testo, se naredi »pasta«, ki se lahko posuši in poljubno dolgo shranjuje.
V današnjem času je znanih okoli šeststo različnih vrst in oblik testenin. Italijani, ki so kuharski umetniki, so ugotovili, da so nekatere oblike testenin zelo primerne za jušne vložke, kot priloga določenim omakam, druge oblike pa za peko v pečici in za nadeve.

## Vrste testenin
Testenine za juhe in mineštre:
|    | slovensko ime | slika | italijansko ime | opis                                                          |
| -- | ------------- | ----- | --------------- | ------------------------------------------------------------- |
| 1. | obročki       |       | Anellini        | drobne jušne testenine v obliki obročkov                      |
| 2. | kapelini      |       | Capellini       | najfinejši jušni rezanci, največkrat v obliki drobnih zvitkov |
| 3. | zvezdice      |       | Stelline        | drobne jušne testenine v obliki zvezdic                       |

Druge vrste testenin:
|     | slovensko ime        | slika | italijansko ime                      | opis |
| --- | -------------------- | ----- | ------------------------------------ | --- |
| 1.  | metuljčki            |       | Farfalle                             | testenine v obliki metuljčkov, jušne testenine farfalline imajo podobno obliko, vendar so manjše                 |
| 2.  | kolesca              |       | Ruote                                | testenine v obliki kolesc                                                                                        |
| 3.  | rožice               |       | Fiori                                | testenine v obliki cvetov                                                                                        |
| 4.  | fedelini             |       | Fedellini                            | zelo tanke, valjaste testenine                                                                                   |
| 5.  | svedrčki             |       | Fusilli                              | testenine spiralne oblike                                                                                        |
| 6.  | svedrčki z luknjo    |       | Fusilli bucati                       | testenine spiralne oblike, z odprtino na sredi                                                                   |
| 7.  | peresniki            |       | Penne Rigate                         | testenine v obliki poševno prirezanih cevčic                                                                     |
| 8.  | bavete               |       | Bavette                              | daljše testenine brez odprtine, podobne špagetom, vendar pravokotne in malo širše                                |
| 9.  | rigatoni             |       | Rigatoni                             | testenine v obliki večjih cevčic                                                                                 |
| 10. | makaroni             |       | Maccheroni                           | različne vrste testenin z odprtino na sredi                                                                      |
| 11. | špageti              |       | Spagetti, v južni Italiji Vermicelli | dolge testenine okroglega premera, brez odprtine, različnih debelin                                              |
| 12. |                      |       | Chifferi                             | zavite testenine z odprtino na sredi                                                                             |
| 13. | polžki               |       | Pipette Rigate                       | drobne zavite testenine z odprtino na sredi                                                                      |
| 14. | kuskus               |       | Couscous                             | testenina iz trde pšenice ali prosa                                                                              |
| 15. | mlinci (tudi blinci) |       |                                      | testenine iz rezančnega testa, v kosih, zapečene oz. posušene v pečici. značilne za Štajersko in Hrvaško Zagorje |
| 16. | testo za lazanjo     |       | Lasagna                              | najširša vrsta trakastih testenin, prodajajo jih gladke, brazdaste ali z valovitim robom                         |
| 17. | lazanjete            |       | Lasagnette                           | ploske trakaste testenine z nakodranim robom, široke okoli 18 mm                                                 |
| 18. | taljatele            |       | Tagliatelle                          | ploščati, 6 mm široki rezanci                                                                                    |
| 19. | Istrski fuži         |       | Fusi Istriani                        | valjane istrske testenine iz rezančnega testa, s posebno obliko                                                  |
| 19. |                      |       | Trofie                               | tanke in zavite, drobnim svaljkom podobne testenine so debelejše v sredini in imajo koničaste konce              |

Polnjene testenine:
|    | slovensko ime     | slika | italijansko ime            | opis |
| -- | ----------------- | ----- | -------------------------- | --- |
| 1. | idrijski žlikrofi |       | Ravioli di patate di Idria | ročno izdelane testenine iz rezančnega testa s krompirjevim nadevom in značilno obliko                                                         |
| 2. | tortelini         |       | Tortellini                 | majhni polnjeni cmoki iz rezančnega testa, po legendi oblikovani po Venerinem popku. Polnjeni so z različnimi nadevi                           |
| 3. | ravioli           |       | Ravioli                    | majhni štirikotni polnjeni cmoki iz rezančnega testa. Največkrat so polnjeni s špinačo in z rikoto ali zelišči, lahko pa tudi z mesno mešanico |